# Antun Herceg
Antun Herceg (Inđija, 9 novembre 1927 – 16 aprile 2013) è stato un calciatore jugoslavo, di ruolo centrocampista.

## Carriera

### Club
Ha sempre giocato nel campionato jugoslavo, vestendo la maglia del Partizan per 8 stagioni.

### Nazionale
Con la maglia della Nazionale ha collezionato 12 presenze.